# バタム島
座標: 北緯1度04分 東経104度01分 / 北緯1.067度 東経104.017度

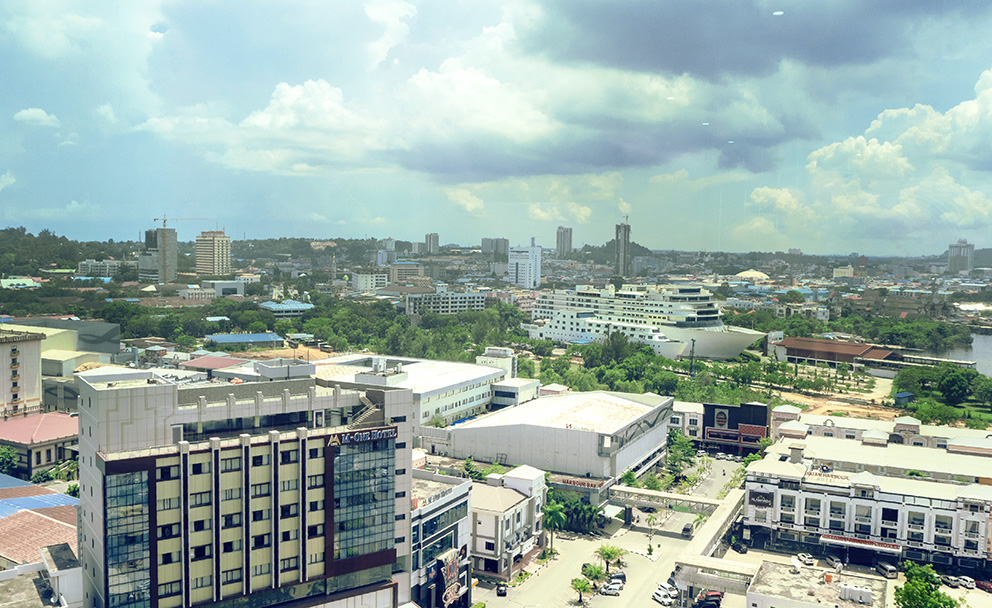
バタム島の街の風景

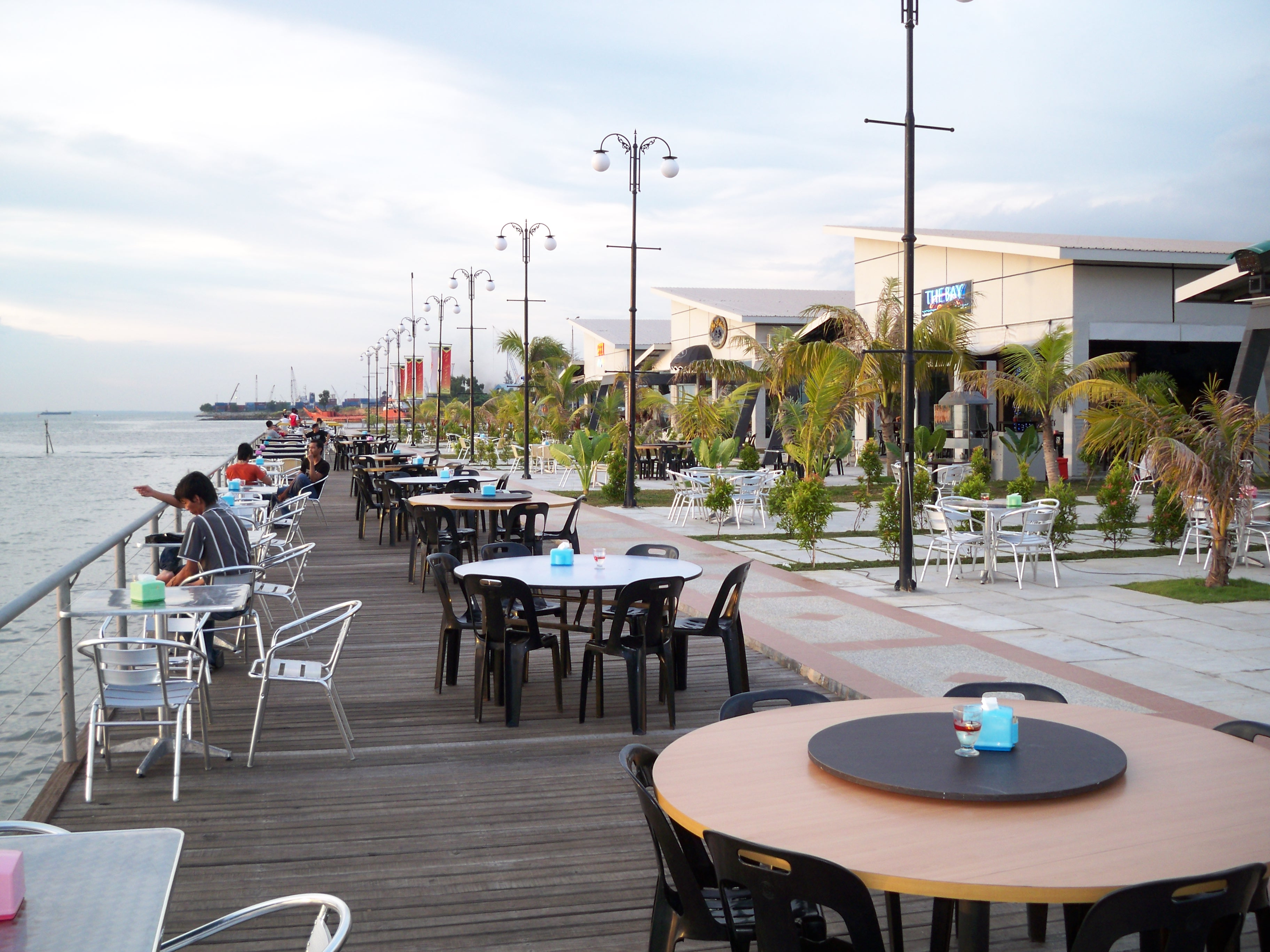
ハーバー・ベイ

バタム島 (バタムとう、Batam) は、インドネシアのリアウ諸島州に属し、シンガポールの南側に位置する島である。バタム島はレンパン島、ガラン島、ブラン島ほかシンガポール海峡とマラッカ海峡エリアの小さな島々を含めバタム市（Kota Batam）を構成する。バタム島、レンパン島、ガラン島は橋で結ばれている。
バタム島は、シンガポールやマレーシアのジョホールバルと海峡を挟んで国境を接する重要な位置にあり、インドネシアで急速に成長している計画都市のひとつである。1970年代にバタムの開発が始まったとき、約6,000人の住民しか住んでいなかったが、40年間で100万人以上の人口を抱える都市に成長した。

## 概要
シンガポールの南海岸から約20キロメートルのリアウ諸島内に位置しており、自由貿易地域に指定されている。バタム島の人口は110万人を超えており、その大部分がマレー人 (85%) と中国人 (14%) であるが、少数の土着のラウト族 (Orang Laut) も島中に住んでいる。
1971年、バタム工業開発庁（BIDA）がインドネシア大統領直属の機関として設立され、シンガポール政府との協調体制の下、開発が始まった。
1970年代にバタム島は、主要な港と工業地帯の森林による地勢的に大きな変化を受けた。シンガポールから近く直接より安い労働力が提供できる場所を見つけたため、いくつかのシンガポール企業がバタム島に工場を設立した。
島の公用語はインドネシア語だが、大きな中国人人口のため、潮州語と北京官話のような中国語は特にビジネスで広く話される。工業地帯を除き、島にはいくつかのリゾートや観光地がある。
島の中心都市はナゴヤで、第二次世界大戦中、日本軍が島に進駐してきた際に付けられた名前であろうといわれている。
一方で、ナゴヤは1970年代に日本の大手建設会社が関わってつくられた街で、その建設会社のシンガポール支店長が名付けたという説もある。
2023年9月11日、中華人民共和国の企業による開発が計画されているレンバン島の先住民団体約1000人が、バタム島の政府庁舎前に詰めかけ警官隊と衝突した。

## 経済

### SEZ (Special Economic Zones)
2006年より、バタム島、ビンタン島とカリムン島のインドネシアの島々はシンガポールと同様に、インドネシアとシンガポールによって導入された新しい SEZ 計画による利益を得ている。この規定により、これらの島の間では、出荷の関税が全くかからない。この地域で経済助成ため、この計画が導入された。この33諸島群の頭文字をとって「BBK」と一般に呼ばれる。

### FTZ (Free Trade Zone)
2007年6月29日より、インドネシア政府は完全な自由貿易地域をバタム島に、一部をビンタン島とカリムン島に与えた。これは、投資家にとっての法的な障壁の低減に関するものとなる。
計画によると、バタム島は造船、電子工業、および機械工業開発センターに、ビンタン島は織物、履き物、および観光業開発センターに、そしてカリムン島は、造船、金属、コンポーネント、農業、そして海洋業開発センターへと変えられる。

## 地理
バタム島は、カリムン島とブラン島の東にあり、ビンタン島の西、ルンパン島の北、そしてシンガポールの南に位置する。リアウ海峡 (Selat Riau) はバタム島とビンタン島を切り離している。3つの主な貯水池がある。
自治体
- 北西部 : Sekupang
- 北中部 : Jodoh, Nagoya, Sungai Panas, Batam Centre, Baloi, Batu Ampar, Bengkong

## 交通

### 道路
バタム島からトントン島, ニパ島, セコト島, ランパン島, ガラン島を経由してガラン・バル島まで7島を結ぶ6つの橋 (総称バレラン橋) で接続されている。
これらの橋は壮観であり、訪問する価値がある。ルンパン島とガラン島は比較的未発達である。
インドネシア政府は、ビンタン島と結ぶ全長3kmの橋の建設計画を発表しているが実現していない。

### 空港
- ハン・ナディム国際空港
  - 国際線

マレーシアのクアラ・ルンプール行きが就航予定である。
  - 国内線

インドネシア各地に就航している。また、リアウ諸島の島嶼へのフライトもある。

### 船舶
バタム島には、シンガポール、ビンタン島、およびカリムン島からフェリーが就航している。5つのフェリー・ターミナルがある。主なものは バタム・センターにあるものである。シンガポールからは、ハーバー・フロント港から1時間程度である。
- バタム・センター
  - ハーバー・フロント (シンガポール)

バタム・ファスト - 毎日：13便就航。
ペンギン・フェリー・サービス - 毎日：13便就航。

- ハーバー・ベイ (バトゥ・アンパとも呼ばれる。)
  - ハーバー・フロント (シンガポール)

ベリアン・フェリーズ - 毎日：20便就航。

- セクパン
  - ハーバー・フロント (シンガポール)

バタム・ファスト - 毎日6便就航。
ペンギン・フェリー・サービス - 毎日：6便就航。
インド・ファルコン - 毎日：3便就航。

- バタム・ウォーターフロント・シティ (テルク・セニンバとも呼ばれる。)
  - ハーバー・フロント (シンガポール)

バタム・ファスト - 毎日：2便就航。
インド・ファルコン - 月〜金：3便就航。(土曜日曜祝日休航。)

- ノングサプラ
  - タナ・メラ・フェリー・ターミナル (シンガポール)

バタム・ファスト - 毎日：7〜10便就航。

## その他
- なごや